# Bornargiolestes
Bornargiolestes – rodzaj ważek z rodziny Rhipidolestidae. Obejmuje gatunki występujące endemicznie na Borneo.

## Systematyka
Rodzaj Bornargiolestes utworzył w 1936 roku Douglas Eric Kimmins dla nowo opisanego przez siebie gatunku – Bornargiolestes nigra. Autor opisał ten gatunek na podstawie pojedynczego okazu – samca odłowionego w 1932 roku; przez wiele lat był to jedyny znany okaz należący do tego rodzaju. Drugie stwierdzenie należącego do Bornargiolestes pojedynczego osobnika opisał A.G. Orr w 2001 roku, a w kolejnych latach także inni autorzy (w tym Rory A. Dow) natknęli się na te ważki. W 2012 roku Dow, po ustaleniu, że wszystkie nowe stwierdzenia Bornargiolestes dotyczą dwóch nieopisanych dotąd gatunków, dokonał gruntownego przeglądu rodzaju i opisał owe gatunki. Do typowego Bornargiolestes nigra udało mu się przypisać tylko jeden stary okaz muzealny, odłowiony w 1894 roku, a odnaleziony przez V. Kalkmana w zbiorach Muzeum Historii Naturalnej w Lejdzie.
Dawniej rodzaj Bornargiolestes zaliczany był do szeroko wówczas definiowanej rodziny Megapodagrionidae. W 2013 roku Dijkstra et al. w oparciu o badania filogenetyczne wydzielili z Megapodagrionidae rodzaje Agriomorpha, Bornargiolestes, Burmargiolestes i Rhipidolestes jako „Incertae sedis group 1” w obrębie nadrodziny Calopterygoidea. W 2021 roku Bybee et al. umieścili te cztery rodzaje w przywróconej przez siebie rodzinie Rhipidolestidae.

### Podział systematyczny
Do rodzaju Bornargiolestes należą następujące gatunki:
- Bornargiolestes fuscus Dow, 2014
- Bornargiolestes nigra Kimmins, 1936
- Bornargiolestes reelsi Dow, 2014